# Bombay Bicycle Club
Bombay Bicycle Club — британская группа из Лондона, исполняющая инди-рок.
После победы на телеконкурсе «Road to V» канала Channel 4 группе было предложено играть на открытии фестиваля V Festival 2006 года. После выпуска двух мини-альбомов и сингла «Evening/Morning» группа записала свой дебютный альбом I Had the Blues But I Shook Them Loose. Альбом был выпущен 6 июля 2009 года.

## История
Джеку Стедмену, Джейми Макколлу и Сурену де Сараму было по 15 лет, когда они начали играть под именем The Canals. Они сменили несколько псевдонимов, пока не остановились на Bombay Bicycle Club, выбранном в честь сети индийских ресторанов в Лондоне. Состав постоянно изменялся до лета 2006 года, когда к группе присоединился Эд Нэш. Они давали концерты в школе и на небольших лондонских площадках, таких как The Old Blue Last, Lark in the Park и Джексонс-Лейн. В том же году группа принимала участие в конкурсе «Road to V», проводимом компанией Virgin Mobile на телеканале Channel 4. В заключительном раунде, в котором приняли участие 14 коллективов, они обошли своих местных коллег и фаворитов конкурса — группу The Holloways и 16 августа были объявлены в качестве одного из двух победителей. В качестве приза им дали место на открытии фестиваля V Festival 19 августа.
12 февраля 2007 года коллектив выпустил дебютный мини-альбом The Boy I Used to Be на собственном инди-лейбле Mmm… Records. Диск был записан и сведён Эваном Дэвисом на студии Chapel Studios в Линкольншире, продюсером по собственной инициативе выступил Джим Аббисс. В поддержку пластинки BBC выступали на Dingwalls и на разогреве у The Young Knives в их британском турне. Также в 2007 году группа сыграла на фестивале Рединг и Лидс. 16 мая 2007 года в журнале New Musical Express была опубликована статья, в которой Bombay Bicycle Club назвали «самой популярной группой, появившейся в Северном Лондоне за последнее время». Второй мини-альбом How We Are был выпущен 22 октября 2007 года снова на Mmm… Records и под руководством Джима Аббисса; он был записан и сведён Ричардом Уилкинсоном на студии Konk Studios. Группа отправилась в турне в поддержку этого релиза, и 5 ноября он дебютировал на втором месте в британском чарте инди-синглов.
В начале 2008 года Bombay Bicycle Club появились на третьем юбилейном фестивале Artrocker, на Camden Crawl и на The Great Escape Festival в Брайтоне. Группа также сыграла на шоу Shockwaves NME Awards в лондонском KOKO, где главным образом разогревала The Hold Steady. В июне 2008 года участники группы окончили обучение в средней школе, что позволило им полностью посвятить себя музыке. Тогда же они выступили на первом мероприятии Клуба NME в парижском Flèche d’Or при поддержке Bitchee Bitchee Ya Ya Ya и диджейских сетов от South Central, Shitdisco и Vicarious Bliss. 4 августа 2008 года вышел первый сингл группы «Evening/Morning» на лейбле Young and Lost Club. Он был спродюсирован Джимом Аббиссом, а записан и сведён Ричардом Уилкинсом на лондонской The Garden. В течение 23 дней июля и августа группа гастролировала по Великобритании, появившись также на фестивалях Рединг и Лидс, T in the Park, Edge Festival в Эдинбурге и на втором Underage Festival. Дебютный альбом I Had the Blues But I Shook Them Loose записывался с октября по ноябрь на студии Konk в Лондоне. Пластинку продюсировал Джим Аббисс. В конце октября группа также отыграла в рамках турне Levi’s Ones To Watch в таких городах, как Брайтон, Лондон, Бирмингем, Ливерпуль и Глазго.
В конце года Bombay Bicycle Club подписала контракт на выпуск следующих дисков со звукозаписывающей компанией Island Records. Первым релизом на новом лейбле стал сингл «Always Like This», выпущенный в апреле 2009 года и занявший 97-е место в британском чарте. На протяжении апреля группа гастролировала в его поддержку.
В феврале 2010 года на церемонии NME Awards коллектив получил приз, как лучшая новая группа, обойдя таких конкурентов, как The xx, The Big Pink, La Roux, The Olivers и Mumford & Sons. В июне того же года их песня «How Can You Swallow So Much Sleep» была включена в саундтрек фильма «Сумерки. Сага. Затмение». 12 июля 2010 года Bombay Bicycle Club выпустила второй студийный альбом Flaws. В сентябре группа приступила к написанию следующего альбома.

## Состав
- Джек Стедмен — вокал, гитара, ксилофон, банджо, треугольник
- Джейми Макколл — соло-гитара, бэк-вокал, банджо, терменвокс
- Сурен де Сарам — ударные, гитара, бэк-вокал
- Эд Нэш — бас-гитара, клавишные, бэк-вокал, мандолина

## Дискография

### Альбомы
| Год  | Альбом | Макс. позиция | Макс. позиция | Сертификации               |
| Год  | Альбом | UK            | IR            | Сертификации               |
| ---- | --- | ------------- | ------------- | -------------------------- |
| 2009 | I Had the Blues But I Shook Them Loose - Релиз: 6 июля 2009 - Лейбл: Island Records - Форматы: CD, цифровая дистрибуция | 46            | —             | Великобритания: Золотой    |
| 2010 | Flaws - Релиз: 12 июля 2010 - Лейбл: Island Records - Форматы: CD, цифровая загрузка                                    | 8             | 95            | Великобритания: Серебряный |
| 2011 | A Different Kind of Fix - Релиз: 12 августа 2011 - Лейбл: Island Records - Форматы: CD, цифровая загрузка               | 6             | 18            | Великобритания: Серебряный |
| 2014 | So Long, See You Tomorrow - Релиз: 13 февраля 2014 - Лейбл: Island Records                                              | 1             | 8             |                            |
| 2020 | Everything Else Has Gone Wrong - Релиз: 17 января 2020 - Лейбл: MMM…Records                                             |               |               |                            |

| Год  | Название |
| ---- | --- |
| 2007 | The Boy I Used to Be - Выпущен: 12 февраля 2007 - Лейбл: Mmm…Records - Формат: Digital Download, Limited Edition 10", CD                   |
| 2007 | How We Are - Выпущен: 29 октября 2007 - Лейбл: Mmm…Records - Формат: Digital Download, Limited Edition 7", CD - Чарт: № 2 в UK Indie Chart |
| 2010 | iTunes Festival: London 2010 - Выпущен: 28 июля 2010 - Лейбл: Island Records - Формат: Digital Download                                    |

| Год                                                          | Сингл                    | Макс. позиция | Альбом                                 |
| Год                                                          | Сингл                    | UK            | Альбом                                 |
| ------------------------------------------------------------ | ------------------------ | ------------- | -------------------------------------- |
| 2008                                                         | «Evening/Morning» [A]    | —             | I Had The Blues But I Shook Them Loose |
| 2009                                                         | «Always Like This» [A]   | 97            | I Had The Blues But I Shook Them Loose |
| 2009                                                         | «Dust on the Ground»     | 166           | I Had The Blues But I Shook Them Loose |
| 2009                                                         | «Magnet»                 | —             | I Had The Blues But I Shook Them Loose |
| 2010                                                         | «Ivy & Gold / Flaws» [B] | 56            | Flaws                                  |
| 2010                                                         | «Rinse Me Down / Dorcas» | —             | Flaws                                  |
| 2011                                                         | «Swansea»                | —             | Flaws                                  |
| «—» означает, что релиз не входил в чарт либо не был выпущен |                          |               |                                        |